# التفرد

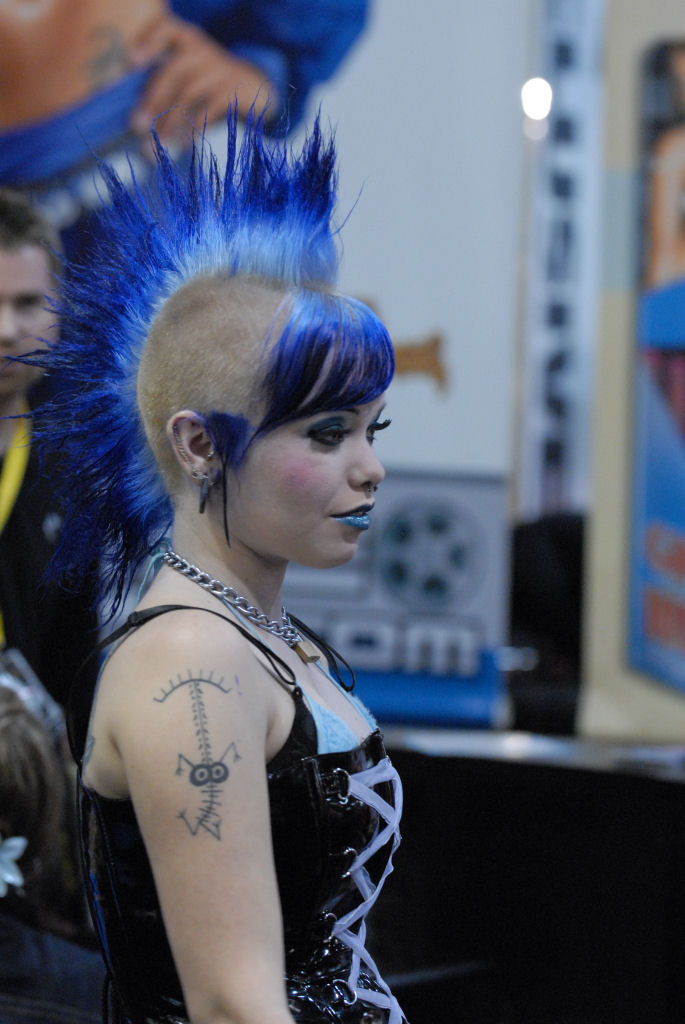

مبدأ التفرد أو التميز (باللاتينية: principium individuationis)،  يصف الطريقة التي يتم بها تمييز شيء ما على أنه فريد ومختلف عن الأشياء الأخرى.
يظهر هذا المفهوم في العديد من المجالات ونراه في أعمال كارل غوستاف يونج، وجيلبرت سيموندون، وآلان واتس، وبرنارد ستيجلر، وفريدريك نيتشه، وآرثر شوبنهاور، وديفيد بوم، وهنري بيرجسون، وجيل دولوز،  ومانويل دي لاندا.

## الاستعمال
كلمة التفرد تظهر مع المعاني المختلفة والدلالات في مختلف الحقول.

### في الفلسفة
من الناحية الفلسفية، فإن «التفرد» يعبر عن الفكرة العامة لكيفية تحديد الشيء على أنه شيء فريد «ليس شيئًا آخر». ويشمل ذلك كيف يُعتبر الفرد منفردًا عن العناصر الأخرى في العالم وكيف يختلف الشخص عن الأشخاص الآخرين. بحلول القرن السابع عشر، بدأ الفلاسفة بربط مسألة التفرد أو ما الذي يؤدي إلى الفردية في وقت واحد مع مسألة الهوية أو ما الذي يشكل التشابه في نقاط زمنية مختلفة.

### في علم النفس التحليلي
في علم النفس التحليلي، التفرد هو العملية التي تتطور فيها الذات الفردية من اللاشعور غير المتمايز - الذي يُنظر إليه على أنه عملية نفسية تنموية تتم خلالها عناصر فطرية من الشخصية ومكونات النفس غير الناضجة وتجارب الشخص، إذا كانت العملية أكثر أو أقل نجاحًا، يتم دمجها بمرور الوقت في كل يعمل جيدًا. يصفها منظّرو التحليل النفسي الآخرون بأنها المرحلة التي يتخطى فيها الفرد ارتباط المجموعة والامتصاص الذاتي النرجسي.

### في صناعة الإعلام
بدأت صناعة الإعلام باستخدام مصطلح التفرد للدلالة على تقنيات الطباعة والإنترنت الجديدة التي تسمح بالتخصيص الشامل من محتويات الصحف، والمجلات، وبرامج البث، أو مواقع على شبكة الإنترنت بحيث تكون محتوياتها تطابق مصالح كل مستخدم على حدة وفريدة من نوعها. هذا يختلف عن ممارسة وسائل الإعلام التقليدية المتمثلة في إنتاج نفس المحتويات لجميع القراء أو المشاهدين أو المستمعين أو المستخدمين عبر الإنترنت.
لقد أشار منظّر الاتصالات مارشال ماكلوهان إلى هذا الاتجاه أثناء مناقشته لمستقبل الكتب المطبوعة في عالم مترابط إلكترونياً.

### في الفيزياء
لا يمكن فهم التشابك الكمي لجزيئين بشكل مستقل. هناك حالتان أو أكثر في حالة تراكب الكم، على سبيل المثال، كما هو الحال في قطة شرودنغر التي تكون ميتة وحية في آن واحد، ليس رياضيا كما هو الحال في افتراض أن القط في حالة فردية حية مع احتمال 50 ٪. يقول مبدأ عدم اليقين لهايزنبيرغ أن المتغيرات التكميلية، مثل الموضع والزخم، لا يمكن أن تكون معروفة بدقة - بمعنى ما، ليست متغيرات فردية. تم اقتراح المعيار الطبيعي للفردية.

## آرثر شوبنهاور
بالنسبة لشوبنهاور، فإن تفرد البريسيوم يتكون من الزمان والمكان، كونهما أساس التعددية. في رأيه، مجرد اختلاف في الموقع يكفي لجعل نظامين مختلفين، مع كل حالة من الحالات التي لها حالة المادية الحقيقية الخاصة بها، مستقلة عن حالة الآخر.
هذا الرأي أثر على أينشتاين. وضع شرودنجر علامة شوبنهاور في مجلد من الأوراق في ملفاته «مجموعة من الأفكار حول مبدأ الفرد المادي».

## كارل يونغ
وفقا ل علم النفس اليونغي، التفرد (بالألمانية: Individuation)‏ هي عملية التكامل النفسي. «بشكل عام، إنها العملية التي يتم من خلالها تكوين الكائنات الفردية وتمييزها [عن الكائنات البشرية الأخرى] ؛ على وجه الخصوص، إنها تطور الفرد النفسي باعتباره متميزًا عن علم النفس العام والجماعي.» 
الفردانية هي عملية تحول يتم من خلالها دمج اللاوعي الشخصي والجماعي في الوعي (على سبيل المثال، عن طريق الأحلام، أو الخيال الفعال، أو الارتباط الحر) ليتم دمجها في الشخصية بأكملها. إنها عملية طبيعية تماما ضرورية لدمج النفس. التفرد له تأثير علاجي كلي على الشخص، عقليًا وجسديًا.
بالإضافة إلى نظرية يونغ للمجمعات، تشكل نظريته حول عملية التفرد مفاهيم اللاشعور المليئة بالصور الأسطورية، الرغبة الجنسية غير الجنسية، الأنواع العامة من الانبساط والانطواء، الوظائف التعويضية والمحتملة للأحلام، النهج البنائية لتشكيل الخيال والاستفادة منه.

## جيلبرت سيموندون
في التفرد الذاتي والجَمْعِي، طوّر جيلبرت سيموندون نظرية التفرد الفردي والجماعي التي يعتبر فيها الفرد موضوعاً للتأثير وليس سبباً له. وبالتالي، يتم استبدال الذرة الفردية بعملية جَبرية لا تنتهي من التفرد.
تصور سيموندون أيضاً «حقول ما قبل الفردية» التي تجعل التفرد ممكنًا. التخصيص هو عملية غير مكتملة على الإطلاق، وتترك دائمًا «ما قبل الفردية» متخلفاً، مما يكون التخصيصات المستقبلية المحتملة. علاوة على ذلك، فإن التفرد يخلق دائمًا موضوعاً فرديًا وموضوعاً جماعيًا، مما يميز نفسه بشكل متزامن. مثل موريس ميرلو بونتي، اعتقد سيموندون أنه لا يمكن فهم تفوق الوجود إلا من خلال التوازي المترابط والمعرفي المتبادل للمعرفة.

## برنارد ستيجلر
تعتمد فلسفة برنارد ستيغلر على جيلبرت سيموندون وتعديله على أساس التفرد، وكذلك على أفكار مماثلة لكل من فريدريك نيتشه وسيغموند فرويد. خلال حديث ألقاه في معرض تيت مودرن للفنون عام 2004  كان أبرز ما جاء فيه:
- «الأنا»، كذات نفسية، لا يمكن إلا أن تكون فكرة في علاقة «النحن»، وهي التفرد الجماعي. وتشكل الأنا في اعتماد التقليد الجمعي، الذي يرث فيه تعددية الأنا التي تعترف بوجود الآخرين.
- هذا الميراث هو تبني، بحيث يمكنني أن أحترم نفسي، بصفتي الحفيد الفرنسي لمهاجر ألماني، في الماضي الذي لم يكن الماضي من أسلافي ولكن يمكنني صنعه. عملية التبني هذه هي إذن عملية هيكلية.
- «الأنا» في الأساس عملية وليست حالة، وهذه العملية عبارة عن تقسيم - إنها عملية تميز نفسي. إنه الميل لأن تصبح واحدة، أي أن تصبح غير قابلة للتجزئة.
- هذا الاتجاه لا ينجز نفسه أبدًا لأنه يصطدم بميل مضاد يشكِّل توازنًا ثابتًا. (يجب الإشارة إلى مدى ارتباط هذا المفهوم لديناميكية التفرد بالنظرية الفرويدية «نظرية الحافز» وتفكير نيتشه وإيمبيدوكليس).
- «النحن» أيضاً مثل هذه العملية (عملية التفرد الجماعي). نقشت على التميز من أنا دائما في أن من نحن، في حين أن التميز «لأننا» لا يحدث إلا من خلال تفردات انفعالية في الطبيعة، من «أنا» التي تشكلها.
- ما يربط بين تفردات «أنا» و «نحن» نظام ما قبل الفرد الذي يتمتع بشروط إيجابية من الفعالية التي تنتمي إلى ما يسميه ستيجلر الأجهزة التقليدية. وتنشأ هذه الأجهزة من نظام تقني وهو شرط لقاء للأنا ونحن - التفرد للأنا ونحن في هذا الصدد أيضا التفرد في النظام التقني.
- النظام الفني عبارة عن جهاز له دور محدد حيث يتم إدراج جميع الكائنات - كائن فني موجود فقط بقدر ما يتم التخلص منه داخل مثل هذا الجهاز مع كائنات تقنية أخرى (وهذا ما يسميه جيلبرت سيموندون المجموعة التقنية).
- النظام الفني هو أيضًا النظام الذي وجد إمكانية تكوين أجهزة تقليدية، ناشئة عن عمليات النماء الناشئة عن عملية تفريد النظام الفني. وهذه الأجهزة retentional هي أساس التصرفات بين التميز من أنا والتميز لأننا في عملية واحدة من التميز نفسية، الجماعي، وفني يتألف من ثلاثة فروع، كل تتفرع إلى مجموعات العملية.
- إن عملية التفرد الثلاثي هذه هي نفسها مدرجة ضمن تفرد حيوي يجب إلقاء القبض عليه
  - التفرد الحيوي للأعضاء الطبيعية
  - التفوق التكنولوجي للأعضاء الاصطناعية
  - والتفرد النفسي والاجتماعي للمنظمات التي تربطها معاً.